# Kościół św. Jana Chrzciciela w Stromcu
Kościół świętego Jana Chrzciciela – rzymskokatolicki kościół parafialny należący do dekanatu jedlińskiego diecezji radomskiej.
Budowę kościoła prowadził ksiądz proboszcz Antoni Niemotko. Koszt budowy wyniósł 61 tysięcy rubli srebrnych. Fundamenty zostały położone w październiku – listopadzie 1900 roku. W dniu 17 września 1905 roku została poświęcona już gotowa świątynia – wybudowana z cegły, w stylu neogotyckim, trójnawowa, której projektantem był Rudolf Mejer, budowniczy z Radomia. Jest to jedna z największych świątyń wiejskich na Mazowszu. Do ołtarza głównego w nowym kościele została przeniesiona drewniana rzeźba Najświętszej Maryi Panny w stylu barokowym z XVIII wieku, kilka innych barokowych rzeźb i obrazy z dawnej świątyni.

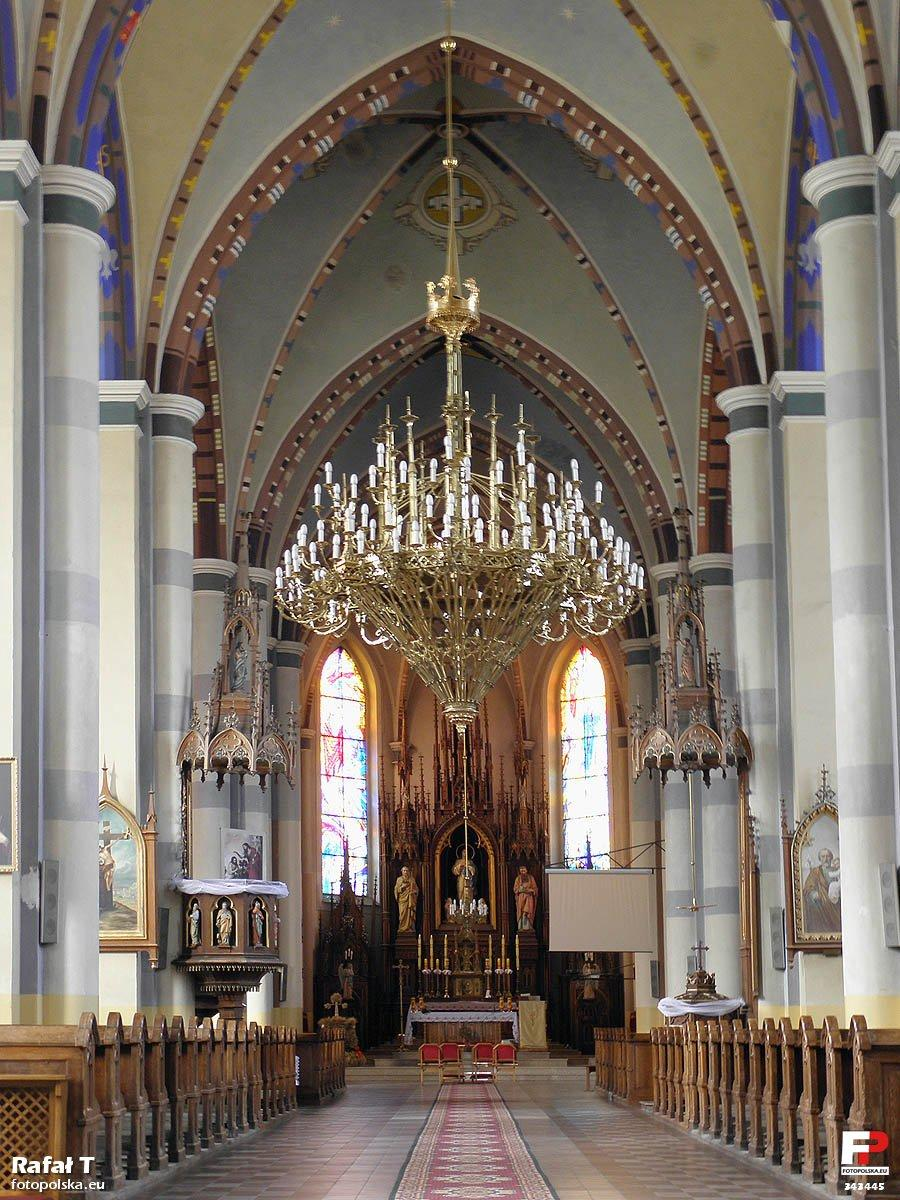
Wnętrze świątyni
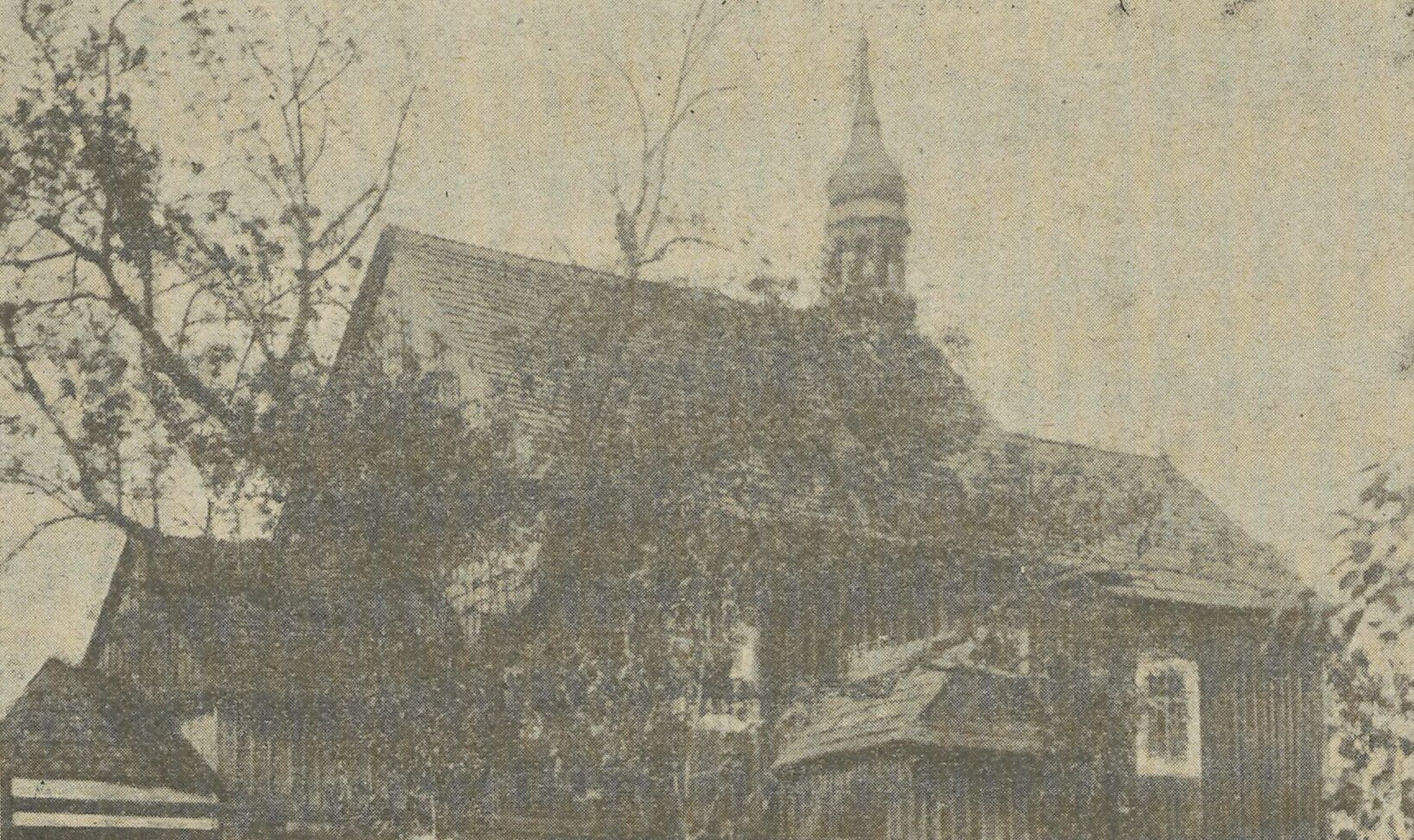
Stary kościół